# Buffalo (Minnesota)
Buffalo è una località degli Stati Uniti d'America, capoluogo della contea di Wright, nello Stato del Minnesota.